# Ghislaine Sathoud

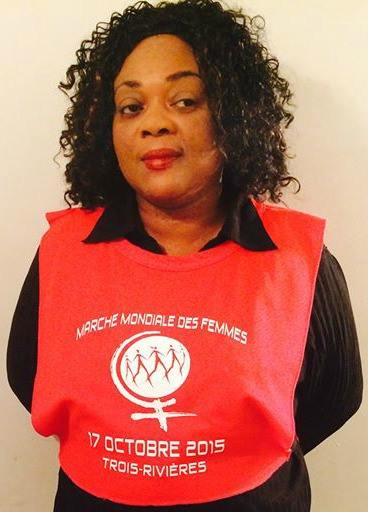
Ghislaine Sathoud lors de la Marche mondiale des femmes. Le 17 octobre 2015 à Trois-Rivières (Québec, Canada).

Ghislaine Sathoud est une écrivaine et féministe congolaise née à Pointe-Noire au Congo-Brazzaville en 1969, et vivant au Québec au Canada depuis 1996.

## Biographie
De son vrai nom Ghislaine Nelly Huguette Sathoud, elle est la fille de Victor-Justin Sathoud,membre du gouvernement au Congo-Brazzaville sous la présidence de Fulbert Youlou.
Elle est titulaire d’une maîtrise en relations internationales obtenue en France et d’une maîtrise en sciences politiques obtenue au Canada.
En 2024, elle a mené des recherches pour la ville de Montréal dans le cadre de la préparation du troisième sommet des citoyens sur l’avenir de Montréal.
En 2000, elle a participé à la Marche mondiale des Femmes avec sa pièce de théâtre Les maux du silence. Elle a travaillé pour l’Alliance des Communautés Culturelles pour l’Égalité dans la Santé et les Services Sociaux (ACCESSS). Elle a écrit une pièce de théâtre intitulée Ici, ce n’est pas pareil chérie !, qui sert d’outil d’intervention et de sensibilisation sur la violence conjugale chez les immigrants.
Ghislaine Sathoud s’intéresse aux questions de genre.En 2005, elle participe un livre collectif sur l'Union africaine et a également participé à un livre collectif sur l'immigration publié en Argentine. Son essai intitulé Les femmes d’Afrique centrale au Québec a été publié en 2006 aux Éditions L'Harmattan.
En 2007, elle participe à un ouvrage collectif intitulé Imaginer, le français sans frontières, publié par la maison d'édition américaine Vista Higher Learning.
En 2008, l'Organisation du baccalauréat international (IBO), fondée en 1968 et établie en Suisse, a publié la nouvelle Le marché de l'espoir sur un CD-Rom. Cette fondation à visées éducatives propose des programmes d'éducation internationale : le CD-Rom est une ressource pédagogique utilisée par des enseignants affiliés avec leurs étudiants dans plusieurs pays du monde.
Sa fille, Jessica Ginelle Detty Mandziya-Sathoud, née le 13 août 1997 à Fleurimont au Canada, a publié en 2005, à l'âge de 8 ans, un ouvrage intitulé Mes confidences.
Ghislaine Sathoud a été nommée le 15 décembre 2014 au Conseil des Montréalaises au Canada.

## Publications

### Essais
- Les femmes d’Afrique centrale au Québec, Paris, Éditions L’Harmattan, coll. « Études africaines », 2006, 144 p. (ISBN 2-296-01107-1)
- Le combat des femmes au Congo-Brazzaville, Paris, Éditions L'Harmattan, coll. « Points de vue », 2007, 90 p. (ISBN 978-2-296-04611-5, lire en ligne)
- L'Art de la maternité chez les Lumbu du Congo Musonfi, Paris, Éditions L'Harmattan, coll. « Études africaines », 2008, 92 p. (ISBN 978-2-296-06059-3, lire en ligne)
- Rendez aux Africaines leur dignité, Paris, Éditions L'Harmattan, coll. « Études africaines », 2011, 122 p. (ISBN 978-2-296-54514-4, lire en ligne)
- Victor Justin Sathoud : un père fondateur de la République du Congo, Rueil-Malmaison, Éditions de L’Onde, 2025, 148 p. ( 978-2-37158-619-2)

### Romans et nouvelles
- Itiana, Montréal, Éditions Carte Blanche, 2002, 28 p.
- Hymne à la tolérance, Montréal, Éditions Mélonic, 2004, 76 p. (ISBN 2-923080-30-0, lire en ligne)[9]
- Les Frères de Dieu : nouvelles, Montréal, Éditions Mélonic, 2006, 72 p. (ISBN 2-923080-44-0)
- L'amour en migration, Paris, Éditions Ménaibuc, coll. « Interdépendance africaine », 2007, 180 p. (ISBN 978-2-35349-024-0)

### Poésie
- Poèmes de ma jeunesse, Pointe-Noire, Institut culturel africain, 1988, 15 p.
- L'Ombre de Banda, Paris, Editions C.B.E., 1990
- Pleurs du cœur, Paris, Éditions Expédit, 1995

### Pièces de théâtre
- Les maux du silence : théâtre, Sherbrooke, Maison culturelle Les Ancêtres, 2000, 98 p. (ISBN 2-9806882-0-7)
- Ici, ce n’est pas pareil chérie ! (pièce de théâtre enregistrée sur DVD), 2005

### Articles
- « La paix, à quel prix ? », Pollen d'azur, Houdrigny, no 25,‎ 2005, p. 51-55
- « Une flamme pour vous », Tanbou, Cambridge,‎ 2009
- « Être immigrante et féministe : comment réussir à concilier intégration et luttes féministes ? », FéminÉtudes, Montréal, Institut de recherches et d'études féministes de l'UQAM, vol. 14, no 1,‎ 2009, p. 28-32
- « Afrique : des vœux collectifs », Interculturel, Alliance française de Lecce (Italie), no 15,‎ 2011, p. 9-15
- « Redonnons à l'enfance sa noblesse », Interculturel, Alliance française de Lecce (Italie), no 16,‎ 2012, p. 293-299
- « Des mères révolutionnaires », Interculturel, Alliance française de Lecce (Italie), no 17,‎ 2013, p. 9-14
- « Quand des voies accueillent des sans-voix », Interculturel, Alliance Française de Lecce (Italie), no 18,‎ 2014, p. 279-292
- « Des mères et filles exécutantes », Interculturel, Alliance française de Lecce (Italie), no 19,‎ 2015, p. 325-329

### Ouvrages collectifs
- « Paix sur la terre », dans Anthologie : Nouvelles Frontieres, 11e, Toronto, Pearson, 2003, p. 182-183
- « Quand les citoyens participent à la vie municipale : le cas de l'arrondissement du Plateau Mont-Royal », dans Luc Dancause, Martin Éthier et Ghislaine Sathoud, La vie démocratique montréalaise : une revue critique des grands dossiers, Montréal, Société de développement communautaire de Montréal & Sommet de Montréal, 2004, p. 98-106
- (es) « El colectivo de la muerte », dans Salvad a copito: pequeña antología de poesía africana contemporánea, Buenos Aires, Editorial Clase Turista, 2005 (ISBN 9872245037), p. 25-31
- « Union africaine : augmenter la visibilité des femmes ou améliorer les rapports de genre ? », dans Yves Ekoué Amaïzo (dir.), L'union africaine freine-t-elle l'unité des Africains ? Retrouver la confiance entre les dirigeants et le peuple-citoyen, Paris, Éditions Menaibuc, 2005 (ISBN 2-911372-68-9), p. 303-325
- « Le Marché de l'espoir », dans Imaginez, le français sans frontières, Boston, Vista Higher Learning, 2007 (ISBN 978-1-60007-176-8), p. 188-192
- « Le Marché de l'espoir », dans D'accord !, Boston, Vista Higher Learning, 2010, p. 177-183
- « En communion avec nos frères et sœurs d'Haïti », dans Suzanne Dracius (dir.), Pour Haïti, Éditions Desnel, 2010 (ISBN 978-2-915247-29-9), p. 240-242
- « Au chevet d'Haïti », dans Lysette Brochu, Jean Malavoy et Claire-Marie Bannier (dir.), Haïti, je t'aime - Ayiti, mwen renmen ou, Éditions du Vermillon, 2010 (ISBN 1926628047), p. 197-202
- Ghislaine Sathoud, « Escale à Bangui », in Begong-Bodoli BETINA, Centrafique Debout !  Poèmes de révolte et d'espoir, Paris, Éditions Cultures Croisées, 2016, (ISBN 291305949X),  pp. 105–107
- Ghislaine Sathoud, « Ma princesse », dans Élizabeth Berglund Hall, Anne Theobald, Mark Andrew Hall, James Pfrehm (dir.), Textures. Pour approfondir la communication orale et écrite, New Haven, Yale University Press, 2018  (ISBN 978-0-300200-324), p. 167-174
- « Wangari Muta Maathai : Activiste social, environnemental et politique (1940-20110) », dans Denis Daigneault, Jean Chevrier, Jeanne Poulin, Gérald C. Gummersell (dir.), Sauver la planète. Les grands écologistes, Montréal, Maison Nouvelle Fédération, 2023  (ISBN 978-1- 987832-39-6), p.41-44

### Coordination d'ouvrages
- Ghislaine Sathoud (Sous la direction de) en collaboration avec Aimée Dandois-Paradis, « Mots en liberté », Anthologie 2013 des Écrivains francophones d'Amérique.
- Ghislaine Sathoud & Chérif Seck (coord.), « De la créativité», « Cahiers Pluridisciplinaires d'Études Littéraires Artistiques et Culturelles », Université Élizabeth City State University, N 2, 2012.
- Ghislaine Sathoud & Chérif Seck (coord.), « De la rupture », « Cahiers Pluridisciplinaires d'Études Littéraires Artistiques et Culturelles », Université Élizabeth City State University, N 1, 2011.
- Ghislaine Sathoud & Claudette Lambert (coord.), « Vivre et vieillir», « Le Féminisme en bref, Fédération des femmes du Québec », 2009.

## Distinctions et prix
- 2001 : Nomination au Gala de Reconnaissance Communautaire (GRC), catégorie « encouragement littéraire ».
- 2008 : Lauréate des prix littéraires Naji Naaman, « Prix de la créativité ».
- 2011 : Lauréate au Gala Méritas Afro-Antillais (Festival des Perles), catégorie « intégration sans complexe »[10].
- 2012 : Sélectionnée parmi les « 40 femmes remarquables » présentées dans le numéro spécial du magazine Amina publié à l’occasion de son quarantième anniversaire.